# Sport en Bretagne
Ne doit pas être confondu avec Sport breton.
Le pratique du Sport en Bretagne concerne à la fois les pratiques amateurs et professionnelles. Elles se caractérisent par un poids important du football, du tennis, des sports nautiques et aquatiques, et du cyclisme.

## Pratique amateur

### Football
Le football est le sport qui compte le plus de licenciés en Bretagne, avec environ 147000 licences délivrées par la Fédération française de football (FFF) en 2022.

### Tennis
Le tennis est le sport qui compte le second plus grand nombre de licenciés en Bretagne, avec environ 42000 licences délivrées par la Fédération française de tennis (FFT) en 2022.

### Sports nautiques et aquatiques
La pratique de la voile et de sports nautiques est la troisième pratique la plus répandue en Bretagne, avec près de 39000 licenciés enregistrés dans la région en 2022. Elle est bien plus rependue que la moyenne nationale et bénéficie de la grande façade maritime de la région. Des activités comme le char à voile, l'aviron, le canoë-kayak, ou encore le surf sont notables.

### Autre sports collectifs
Le rugby ne compte que 12 000 licenciés dans la région en 2022. La faible implantation du sport dans la région est souvent expliquée par la forte influence du clergé catholique dans l'ouest de la France au début du XXe siècle lorsque ce sport entame sa diffusion en France. Le clergé catholique juge alors ce sport trop brutal, et opposés aux contacts physiques, dissuade ses ouailles de pratiquer ce sport, et favorise au contraire l'essor du football. Le rugby peut cependant compter avant la première guerre mondiale sur une présence forte dans la région nantaise, notamment dans le milieu lycéen et étudiant, au point d'y marginaliser le football. Le Stade nantais gagne  ainsi la Coupe de l'Espérance en 1917, et de nombreux nantais diffusent le rugby dans le reste de la région au gré de leurs évolutions professionnelles, notamment à Brest. L'après première guerre mondiale est plus compliquée, mais dans les années 1920 des sections continuent de s'ouvrir comme à Fougères ou à Saint-Brieuc. Cependant l'éloignement de la région vis-à-vis du sud-ouest où le rugby s'est durablement implanté va mettre en difficulté les rares clubs qui se sont structurés en Bretagne, rendant le moindre déplacement couteux et pénalisant sportivement. Le rugby connait une nouvelle vague de développement dans les années 1960, et des villes comme Brest, Lorient ou Vannes où le sport avait disparu voit des sections se rouvrir. Le succès en professionnel du RC Vannes qui monte en Pro D2 en 2016 puis en Top 14 en 2014 fait alors connaitre au sport un regain d'intérêt dans la région.

## Sources